# ألونزو دريك
ألونزو دريك (بالإنجليزية: Alonzo Drake)‏ هو لاعب كريكت ولاعب كرة قدم بريطاني (وحمل سابقاً جنسية المملكة المتحدة لبريطانيا العظمى وأيرلندا) في مركز الهجوم، ولد في 16 أبريل 1884 في المملكة المتحدة، وتوفي في 14 فبراير 1919 في المملكة المتحدة. لعب مع برمنغهام سيتي وشيفيلد يونايتد وكوينز بارك رينجرز ونادي دونكاستر روفرز وهدرسفيلد تاون وRotherham Town F.C. (1899) ‏ ونادي روذرهام تاون ونادي مقاطعة يوركشاير للكريكت ‏.

## وصلات خارجية
- ألونزو دريك على موقع إي آس بي آن كريك إنفو (الإنجليزية)